# کارول آ دیرینگ
کارول آ دیرینگ (به انگلیسی: Carroll A.Deering) یکی از حوادث است که طی آن این کشتی در مثلث برمودا ناپدید شد. در سال ۱۹۱۹، پنج قایق بادبانی ساخته شدند و به اقیانوس اطلس رفتند. در تاریخ ۳۱ ژانویه ۱۹۲۱ در کارولینای شمالی پیدا شدند. در آن زمان شایعات زیادی به راه افتاد و قربانی شدن آن‌ها توسط دزدان دریایی بر سر زبان‌ها افتاد. احتمال می‌رود که این کشتی‌ها یکی از کشتی‌های اس‌اس هویت باشند که در همان زمان ناپدید شدند. چند ساعت بعد، معلوم شد که یک کشتی بخار ناشناخته، سیگنال‌های کشتی فانوس دار را نادیده گرفته بود. برخی بر این باورند که این کشتی پررمز و راز است و هنگام ناپدیدشدن کارول آ دیرینگ، با آن‌ها درگیر شده‌است.